# テングリ

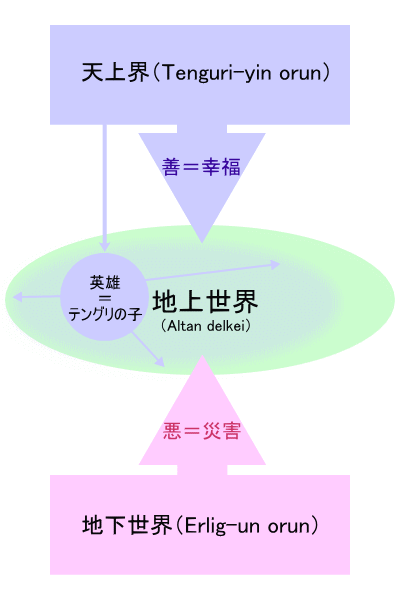
モンゴルの宇宙三界説

テングリ（天神、匈奴語: 撐犁（）、突:𐱅𐰭𐰼𐰃、回語: Täŋri、現代モンゴル語: Тэнгэр（『元朝秘史』の蒙古語: 騰格里、拼音: Ténggélǐ）、土: Tanrı、チャガタイ語: تنكري、Tangrī）は、アジア北方の遊牧民族に共通な、「天上世界」もしくは「天上神」「運命神」「創造神」を意味する概念。中国史の史料上はしばしば「天」と訳されている。

## 定義と特徴
「テングリ」は中国史における「天」概念と非常に類似しており、天上世界を指すとともに運命神であることも共通している。ただし中国史において天の人格神である天帝が北極星と同一視されているのに対し、テングリは澄みきった青空のことであると考えられており、その点で相違する。「テングリ」崇拝は匈奴の時代から確認されている。
また、人格神としての「テングリ」はモンゴルの宇宙創造神話において「テングリ・ハイラハン」という地上を作った創造神として現れ、これも中国には見られない。ブリヤート族の神話では「西の善きテングリ」「東の悪しきテングリ」という表現が見られ、この二元性は祆教の影響によるものとも考えられている。また、このことからテングリは必ずしも唯一的な存在ではないことも看取され、これも天とは相違する。テングリは男性神であり、女性神である大地に対応する。
今日においては、カムチャツカ半島からマルマラ海に至るまで遊牧民の間で、シャーマニズムに基づいてテングリへの祭祀（テングリズム、テングリ信仰、テングリ崇拝）が行われている。

## 外のアジア諸国での影響
- テングリ崇拝は中国の天命思想の影響のもとに成立したという見方が有る。また、反対に中国の火の神「重黎（diung li）」をテングリの音写であるとし、中国の「天」はテングリから派生したものだとする見方もある。「天」と「テングリ」のどちらかが古く、起源としてさかのぼれるかは、今のところ明らかではない。[要出典]
- 日本の「高天原」とテングリを語彙上の結びつきがあるという見方がある。また、「契る（ちぎる）」という単語がテングリと同源であるとされる。[要出典]
- ポリネシアのタナガロアもテングリに由来すると考える見方も有る。[要出典]

ただし、以上の論は十分に検証されておらず、テングリ崇拝自体が多様な神話となって複雑なものであるため、関連性を論じるにはいまだテングリ概念自体の解明が不足している。